# Pedro Tramullas
Pedro Tramullas, né à Oloron-Sainte-Marie le 12 avril 1937 et mort à Huesca le 21 septembre 2017,, est un sculpteur français d'origine espagnole, ayant travaillé en Espagne.

## Biographie
Pedro Tramullas effectue ses études à l'École nationale supérieure des beaux-arts de Paris où il rencontre notamment Zadkine et Giacometti. De retour à Jaca en Espagne, il intègre à son œuvre l'art mégalithique, le symbolisme roman et le chemin de Saint-Jacques de Compostelle.
À partir de 1975 et jusqu'en 1984, il anime un symposium international dans la Valle de Hecho et d'Aragon en Espagne. C'est ainsi que la première année, il rencontre le sculpteur Tetsuo Harada avec lequel il devient rapidement ami. Tramullas, dont le père était un peintre, était issu d'une famille ayant souffert de la dictature de Franco. Pour la première exposition, Harada et Tramullas, ainsi que d'autres sculpteurs, réalisent une sculpture en marbre gris, La mano de la Paz (La main de la Paix) pour protester contre la dictature franquiste.
Ses œuvres sont présentes en Espagne, en France, en Italie et en Autriche. Il travaille la pierre et le bois, mais aussi le métal ou le béton armé.

## Citation
En 1993, il construit la porte d'Aspe à Gurmençon et il indique :
« j'ai souhaité faire l'union entre le passé, le présent et le futur. C'est une porte pour cette vallée. Elle marque l'entrée de la vallée d'Aspe dans un chemin où l'on trouve la tradition occidentale adaptée au tempérament occidental. C'est une porte en dehors du temps. L'unité de mesure est la coudée royale du lieu ».[réf. nécessaire]